# Vladimir Polkanov
Vladimir Polkanov est un joueur moldave de para-tennis de table. Il a représenté la Moldavie aux Jeux paralympiques d'été de 1996 à Atlanta, aux États-Unis, et il a remporté une médaille de bronze,.
Il a également participé aux Jeux paralympiques d'été de 1992 à Barcelone, en Espagne, au sein de l'équipe unifiée.

## Sources et références
1. ↑  « Vladimir Polkanov », paralympic.org, Comité international paralympique (consulté le 28 décembre 2019)
2. ↑  Vladimir Polkanov, ITTF Para Table Tennis